# Zoothera neilgherriensis
El zorzal de las Nilgiri (Zoothera neilgherriensis) es una especie de ave paseriforme de la familia Turdidae endémica de las montañas del sur de la India. Anteriormente se consideraba una subespecie del zorzal dorado del Himalaya.

## Descripción
Ambos sexos tienen un aspecto similar, miden entre 27–31 cm de largo. Su plumaje presenta un escamado negro sobre un fono más claro, blanco o amarillento. La caractarística más llamativa para identificarlo en vuelo es una banda negra en la parte inferior de las alas que destaca por ser el resto blanca.

## Distribución y hábitat
El zorzal de las Nilgiri se encuentra únicamente en los Ghats occidentales. Vive principalmente confinado en los bosques shola de la región, bosques de alta montaña aislados separados por herbazales de montaña. También puede erse en caminos y carreteras en días lluviosos. Se alimenta principalmente de insectos. Suele permanecer en el estrato bajo del bosque del ecosistema húmedo del shola. El patrón escamado del plumaje de esta especie le ofrece camuflaje en el suelo del bosque. 